# حصن آل أحمد (القطن)
'

تعديل مصدري - تعديل

حصن ال احمد هي إحدى قرى عزلة القطن بمديرية القطن التابعة لمحافظة حضرموت، بلغ تعداد سكانها 130 نسمة حسب تعداد اليمن لعام 2004.